# Saint-Étienne-la-Varenne
Saint-Étienne-la-Varenne è un comune francese di 703 abitanti situato nel dipartimento del Rodano della regione Alvernia-Rodano-Alpi.

## Società

### Evoluzione demografica
Abitanti censiti